# Стане Бобнар
Стане Бобнар (Вевче, код Љубљане, 15. новембар 1912 — Љубљана, 13. октобар 1986) био је учесник Шпанског грађанског рата и Народноослободилачке борбе, друштвено-политички радник СР Словеније, официр ЈНА и народни херој Југославије.

## Биографија
Рођен је 15. новембра 1912. године у Вевчама, код Љубљане. Потиче из радничке породице. Основну школу је похађао у суседној општини Поље, а онда је завршио металостругарски занат. Војни рок је одслужио као морнар у Тивту у Боки которској. По повратку се запослио у братовљевој лимарској радионици. Био је активан у културно-просветном друштву „Свобода“ у Залогу и тзв. акционом одбору незапослених (под утицајем комуниста) преко којег су радници током економске кризе захтевали јавне радове. Почетком 1935. године, био је примљен за члана Комунистичке партије Југославије. После распуштања „Свободе“, учествовао је у организовању „Взајемности“. Године 1936-1937. учествовао је у штрајкачком покрету радника Фабрике папира у Вевчама и у демонстрацијама приликом доласка генерала Петра Живковића у Љубљану.
По упутствима Пепце Мачек од 1936. окупљао је добровољце за одлазак у Шпанију. Први одлазак његове групе од осам добровољаца у Шпанију није успео. Други покушај са четворицом преко Јесеница је успео. Они су се укључили у у чету „Матија Губец“ батаљона „Георги Димитров“. Бобнар је у борби за град Кинто био тешко рањен и трајно остао инвалид. Јула 1939. године, преко Француске се фалксификованим пасошем вратио кући.
По упутству КПЈ, радио је у СКОЈ-у и био изабран у Централни комитет СКОЈ-а за Словенију, а касније и у ЦК СКОЈ-а за Југославију. Био је активан и у културно-просветном друштву „Взајемност“. Године 1940, био је на војној вежби у Новом Саду, а на лекарској комисији је проглашен за стално неспособног за војну службу. По повратку је неко време био запослен у предузећу „Автомонтажа“ у Љубљани, затим у руднику угља у Ливну, одакле је због учешћа у штрајку био отпуштен. Средином 1940, одржана је у Хрибу над Залогом конференција СКОЈ-а за Словенију са око 35 учесника. Конфернецијом је руководио Бобнар, а у име ЦК КПС на њој је учествовао Тоне Томшич. Бобнар је учествовао и на партијској конференцији КП Словеније у Јоштовом млину код Цеља.
Током Априлског рата 1941, јавио се међу добровољце, али се након пораза Југославије одмах посветио прикупљању и скривању оружја, муниције и друге војне опреме. Међутим, првих дана маја, Бобнар је издан и ухапсили су га италијански фашисти. Затворили су га у Љубљани и новембра 1941, заједно са другим затвореницима, одвели га у интернацију на острва Тремити у Италији. Након капитулације Италије 8. септембра 1943, затвореници (Словенци, Далматинци, Црногорци и други) су одмах организовали ударни вод и од италијанских власти захтевали ослобођење, што је после неколико дана и остварено. На одлучан захтев да се врате кући, они су после неколико дана преговарања и упорног инсистирања одбили барку којом се 105 интернираца пребацило у Бари, а после неколико дана у Таранто, где се већ налазила савезничка војска. Ни савезници нису били вољни да Југословене, који су се тамо скупљали и из других италијанских логора, пребаце у Југославију. Крајем септембра су их опет пребацили у Бари, у логор Кабонара, где су их покушавали придобити за југословенску краљевску војску. Организација КПЈ у њиховим редовима пропагирала је враћање у Југославију и укључење у Народноослободилачку војску Југославије.
Почетком октобра 1943, бивши југословенски интернирци формирали су Прву прекоморску бригаду НОВЈ, која је имала 6 батаљона и око 2,400 бораца. Они су били размештени на острва Вис, Корчулу, Брач и Хвар. Пошто је била превелика, на Брачу је формирана Друга прекоморска бригада НОВЈ, а за политичког комесара те бригаде био је постављен Стане Бобнар. Бригаде су се са острва искрцале у Пакоштанима и затим кренуле према Дрвару.
Бобнар је био у Дрвару на крећм политичком курсу, па је потом отишао на рад у Девету далматинску дивизију НОВЈ, која је непосредно после десанта на Дрвар водила тешке борбе с немачким снагама. Бобнар је из дивизије био опозван на Вис, у Врховни штаб НОВЈ, и тамо именован за политичког комесара Треће прекоморске бригаде НОВЈ, која је била одређена да брани Вис од евентуалних немачких напада. Бригада је отерала Немце са Корчуле и учествовала у нападу на полуострву Пељешцу.
Октобра 1944, Трећа прекоморска бригада искрцала се код Макарске и учествовала у борбама с немачким снагама које су се повлачиле према Сплиту и Солину. Тешке борбе нарочито су вођене код Каштела, Трогира, Шибеника и Книна (Книнска операција). После краћег одмора, бригада се пребацила на подручје Мостара, где је водила тешке борбе нарочито око Широког Бријега, Црног Луга, Горњег и Доњег Лапца, код Бихаћа и Госпића. Бригада је учествовала и у завршним борбама, у саставу Четврте армије ЈА, за Ријеку и Сушак и првих дана маја стигла у Монфалконе (Тржич).
После рата, јуна 1945. године, постао је помоћник политичког комесара 31. дивизије и на тој функцији остао до марта 1946. године. Затим је прешао у авијацију, где је до 1947. био начелник кадровског одељења у Земуну, када је отишао у Вишу партијску школу у Београду. После завршене школе (1948/1949) постао је политички комесар Ваздухопловне дивизије у Загребу. Следеће је године опет био враћен у Земун и постављен за начелника кадровског одељења. Од 1950. до 1953. био је политички комесар Више ваздухопловне школе у Љубљани, после чега је демобилисан из ЈНА. Имао је чин пуковника ЈНА.
Четири пута је био биран за посланика у Скупштини СР Словеније (1954–1962), затим је био секретар Општинског комитета општине Љубљана-Поље (1958–1964), потпредседник Среског одбора СУБНОР Љубљана до 1968, кад је отишао у пензију.
Након пензионисања, био је члан Удружења бивших шпанских драговољаца и председник секције тог удружења у Љубљани, члан Главног одбора СУБНОР Словеније, члан одбора прекоморских бригада, председник Месне организације СУБНОР, члан Општинског одбора СУБНОР и остало.
Умро је 13. октобра 1986. године у Љубљани.
Носилац је Партизанске споменице 1941. и других југословенских одликовања, међу којима су Орден заслуга за народ са златном звездом и Орден за храброст. Орденом народног хероја одликован је 4. септембра 1953. године.